# Eleusa

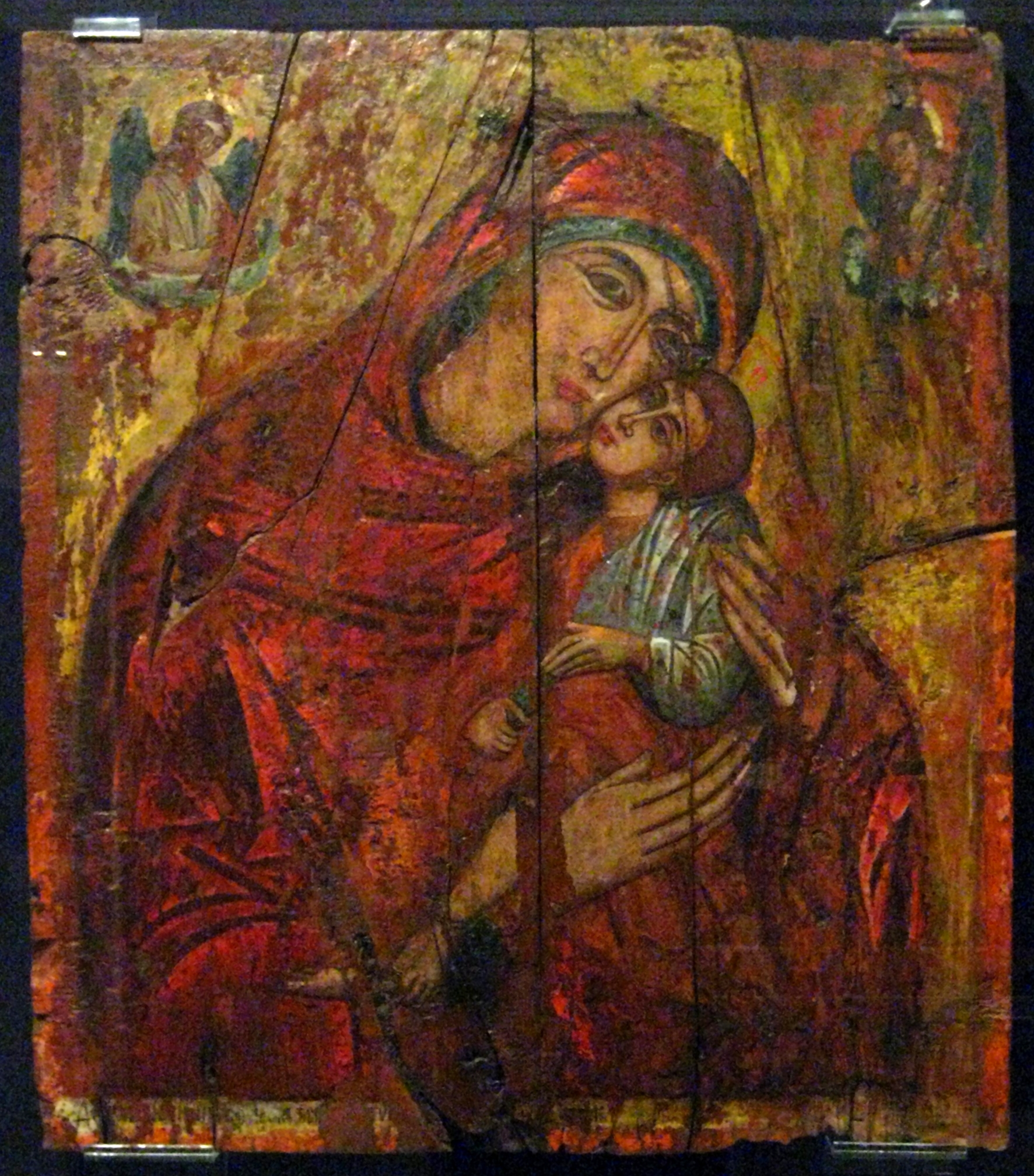
Icona Eleusa greca del XVI secolo

La Madonna Eleusa, o anche semplicemente Eleusa (dal greco bizantino Ἐλεούσα, colei che mostra tenerezza o che mostra misericordia), è un tipo di iconografia cristiana diffusa inizialmente nell'arte bizantina e poi in tutti i paesi europei del periodo medioevale. L'iconografia è costituita dalla Madonna col Bambino Gesù in braccio, e con la propria guancia appoggiata a quella del figlio.
Nella classificazione data dagli iconologi moderni, l'Eleusa è una delle sei tipologie fondamentali di icona mariana assieme a Odigitria, Aghiosoritissa, Blachernitissa, Basilissa e Galactotrofusa (anche se altri studiosi ritengono che ce ne siano molte di più). Negli anni, da essa sono state sviluppate diverse altre raffigurazioni, che differiscono dall'Eleusa per piccoli dettagli e sono di fatto delle sue varianti, quali ad esempio la Glicofilusa e la Pelagonitissa.

## Iconografia

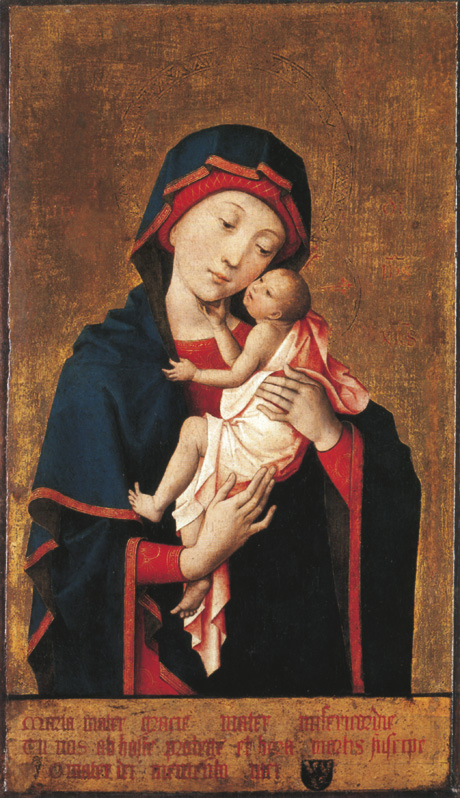
Hayne di Bruxelles, Madonna col Bambino, circa 1454-1455, Museo Nelson-Atkins, si tratta della variante Glicofilusa dell'Eleusa, con il bambino che tocca il mento alla madre

Detto anche "Madre di Dio della Tenerezza", questo tema figurativo è una variante della più antica Odigitria, da cui si discosta però facendo a meno della postura statica, rigida e frontale dell'Odigitria, e mostrando invece un innegabile sentimento di affetto e tenerezza che corre tra madre e figlio.
Esistono diverse varianti dell'Eleusa: nella maggior parte delle icone di questo tipo, Maria tiene il figlio nel braccio sinistro (questa forma è quindi detta aristerokratusa mentre, se il braccio usato per sorreggere il figlio è il destro, è detto dexiokratusa), piegandosi amorevolmente verso il bambino e spesso toccandolo con l'altra mano, mentre le guance del bambino e della madre si avvicinano fino a toccarsi. Talvolta Maria indica il figlio con la propria mano libera, riprendendo uno dei segni dell'Odigitria  (essa è quindi ancora "colei che guida" o "che indica la via"), mentre altre volte tiene nella propria mano libera una o tutte e due le mani del Bambin Gesù, il quale esprime il proprio affetto per la madre abbracciandola; altre volte, invece, il bambino tiene il braccio destro levato in un gesto di benedizione mentre con la mano sinistra impugna una pergamena. A differenza di quanto avviene nell'Odigitria, il bambino viene mostrato in fase di movimento: è eccitato e contento e spesso accarezza la guancia della madre con la mano mentre lei cerca di calmarlo, trattenerlo, confortarlo, ecc...
In questo tema figurativo i protagonisti sono ritratti solitamente a mezza figura ma ci sono comunque anche rappresentazioni in cui la Madonna è ritratta a figura intera, seduta o in piedi. Va notato che l'iscrizione "Eleousa" si trova raramente su icone di questo tipo, dove è invece più frequente la presenza di altri nomi o parole mariane.

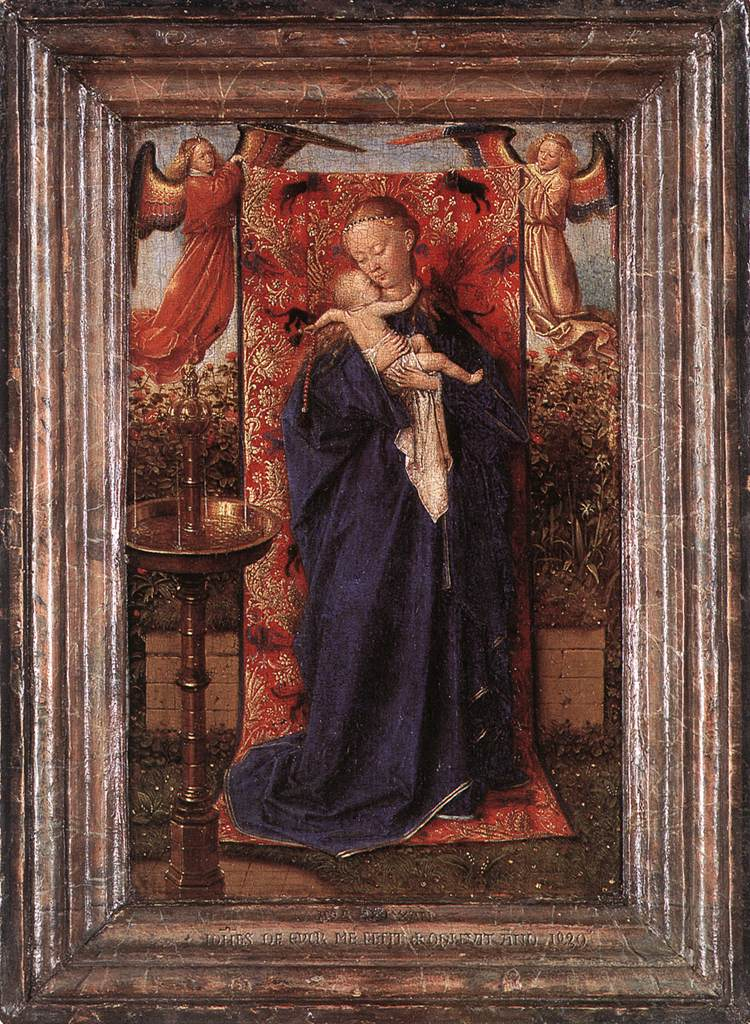
Nella Madonna col Bambino alla fontana di Jan van Eyck, del 1439, la Madonna Eleusa è raffigurata in piedi

Per quanto riguarda i significati da trasmettere ai fedeli, diventa chiaramente visibile il rapporto intimo tra le due figure e inoltre c'è una particolare insistenza sull'umanità del Figlio, in contrasto con quanto accade ad esempio nell'Odigitria, in cui l'enfasi è invece posta sulla sua divinità. Non solo, lo sguardo spesso doloroso e rivolto in lontananza di Maria, è anche simbolo dell'attesa, da parte della donna, della sofferenza di Cristo; la tradizione vuole infatti che nell'abbraccio di Maria al figlio sia colto il momento in cui il Dio-Bambino rivela alla Madre il mistero della morte e della resurrezione, per questo, tramite i contrasti di luce e ombre, si coglie sul volto di Maria, in cui campeggia uno sguardo triste e assorto, il riverbero del dolore, dell'amore e dell'accettazione della volontà divina.

L'Eleusa simboleggia quindi il sacrificio di Gesù come il segno più alto dell'amore di Dio per l'umanità, dato che l'atteggiamento amoroso della Madre non è solo volto a chiarire, come precedentemente detto, l'amore che intercorre tra lei e il Figlio, ma anche a suscitare la pietà e la misericordia del figlio verso i fedeli.

## Storia

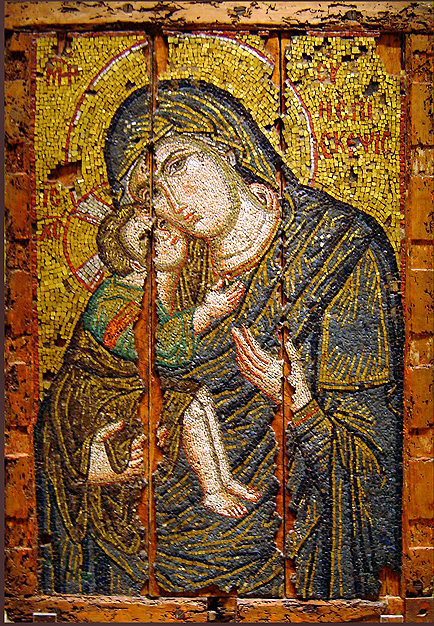
Mosaico di bizantino del XIII secolo raffigurante la variante Glicofilusa della Madonna Eleusa, Atene

La più antica raffigurazione della Madonna di tipo Eleusa a noi pervenuta, che può essere considerata un precursore delle opere successive, è attestata in un avorio del VIII-IX secolo proveniente dall'Egitto e conservato oggi alla Walters Art Gallery di Baltimora.
Le prime comparse del nome "Eleusa" sono attestate in un'epoca relativamente tarda e sembra che a tale nome siano originariamente collegate due chiese mariane di Costantinopoli dell'XI e del XII secolo, chiamate proprio in quel modo. L'ultima di queste fu costruita dall'imperatore bizantino Giovanni II Comneno poco dopo la morte di sua moglie Irene, avvenuta poco dopo il 1124, a nord della chiesa del Cristo Pantocratore eretta dalla stessa Irene, e dedicata alla Theotókos Elousa ("Vergine Misericordiosa"). Si tratta del complesso che, nel 1453, poco dopo la caduta di Costantinopoli, gli Ottomani trasformeranno nell'odierna Moschea di Zeyrek.

Durante l'impero latino di Costantinopoli venutosi a creare in seguito alla quarta crociata (1202-1204), sotto il dominio dei Comneni la chiesa di Eleusa divenne sede del clero veneziano e l'icona originaria della Madonna Odigitria (o almeno quella che si credeva essere l'icona originaria) vi fu quindi trasferita per una cerimonia solenne da officiare ogni venerdì. Documenti pittorici di questa processione cerimoniale attestano l'esistenza a Costantinopoli di un'icona di tipo Eleusa nel XII secolo, in un periodo quindi non distante dall'anno 1130-35, anno in cui l'icona nota come Theotókos di Vladimir (o Madre di Dio della Tenerezza) venne inviata a Kiev dal patriarca greco di Costantinopoli, Luca Crisoberge, come dono al gran principe di Kiev Jurij Dolgurokij. Non è noto se l'icona mostrata nelle suddette processioni fosse l'icona originale della Madonna Eleusa, o se lo fosse quella poi divenuta nota come Theotókos di Vladimir, di cui peraltro non si conosce l'autore, anche se la fattura lascia pensare che sia stata realizzata nella stessa capitale bizantina, alla corte dei Comneni. Probabilmente, però, l'Eleusa originaria è andata persa durante la sopraccitata caduta di Costantinopoli assieme all'icona originaria della Madonna Odigitria, e le fattezze di tale icona possono essere ricavate solo attraverso l'analisi delle sue numero repliche (mosaici, affreschi, monete, stemmi e, ovviamente, icone) presenti in tutta Europa.
Come detto, gli iconologi moderni considerano l'Eleusa una delle sei tipologie fondamentali di icona mariana (anche se alcuni studiosi ritengono che ve ne siano molte di più) e da essa, negli anni, sono state sviluppate diverse altre raffigurazioni, che differiscono per piccoli dettagli dall'icona originale e costituiscono di fatto delle sue varianti. Una di queste è la Glicofilusa, in cui il bambino tocca con una mano il mento della madre e i protagonisti sembrano ritratti un attimo prima di scambiarsi un dolce bacio (da cui il nome) materno, mentre un'altra ancora è la Pelagonitissa, in cui il Bambino è in una posa apparentemente giocosa che rivela ancora di più la sua umanità e la sua vulnerabilità.

## Esempi iconografici notevoli
Tra gli esempi più noti di Madonna Eleusa, oltre alla già citata Theotókos di Vladimir, figurano e icone note come Madonna di Cambrai (che è un esempio di variante Glicofilusa), Madonna di Fjodorov e Nostra Signora di Počajiv. Da notare che, mentre nella chiesa Orientale non si venerano oggetti tridimensionali, nella chiesa d'Occidente la Madonna Eleusa è stata rappresentata anche in sculture e bassorilievi.

### Esempi Orientali

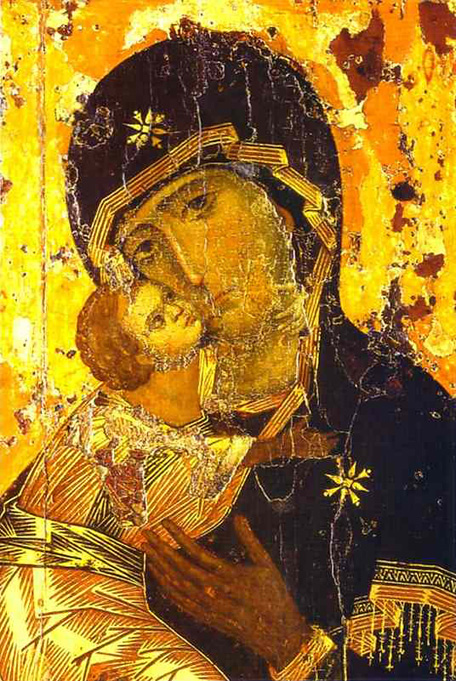
La Madre di Dio di Vladimir.
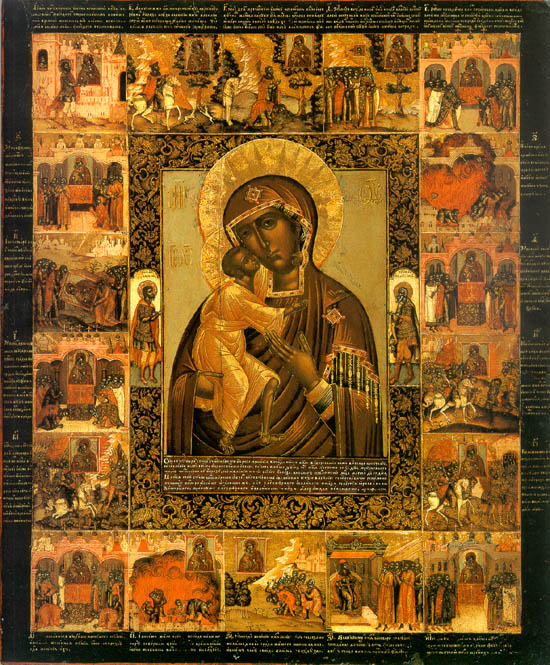
La Madre di Dio di Fjodorov.
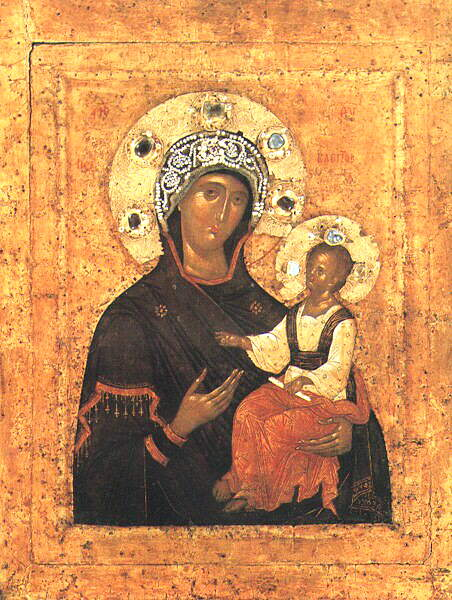
La Nostra Signora di Počajiv.
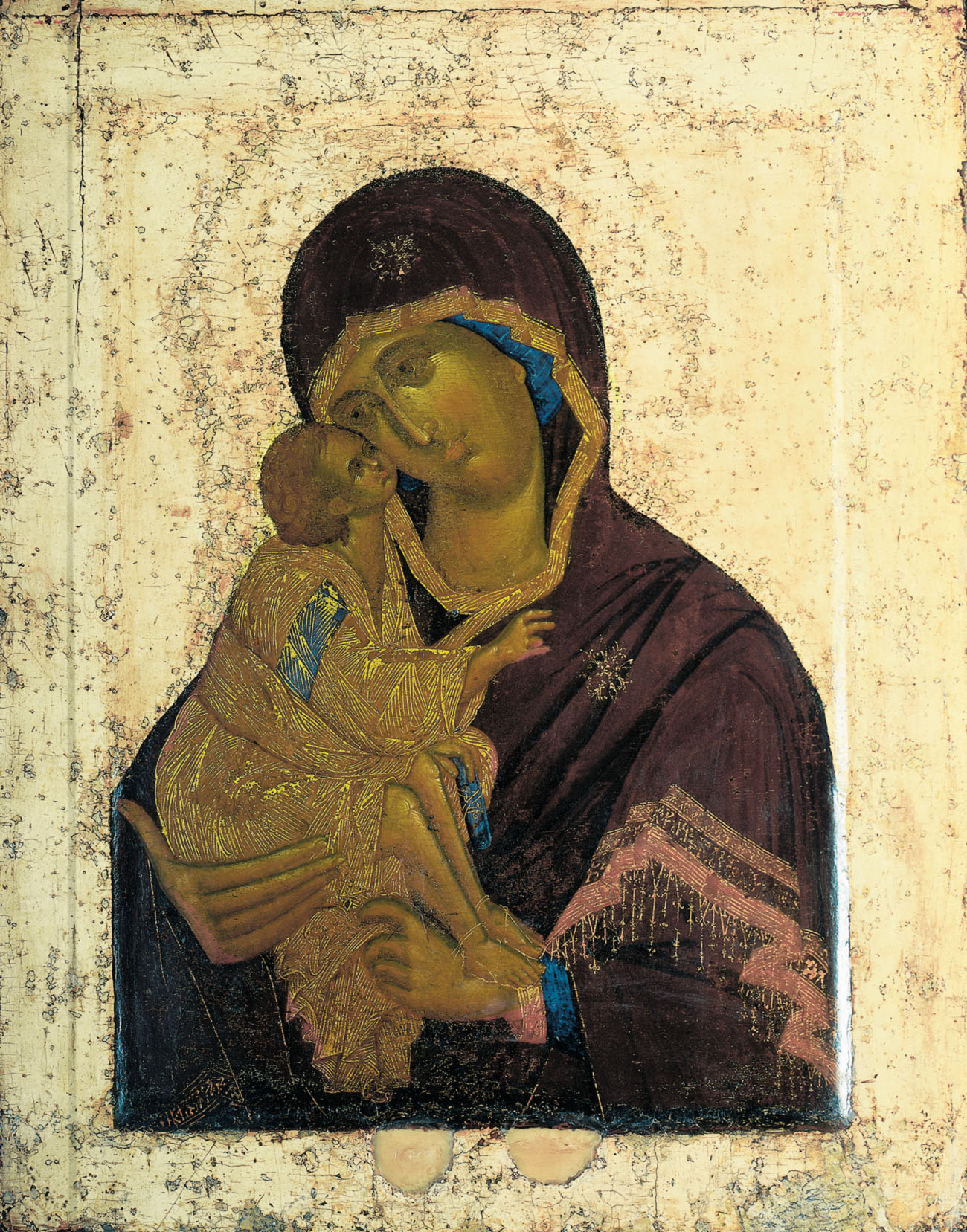
La Nostra Signora del Don.

### Esempi Occidentali

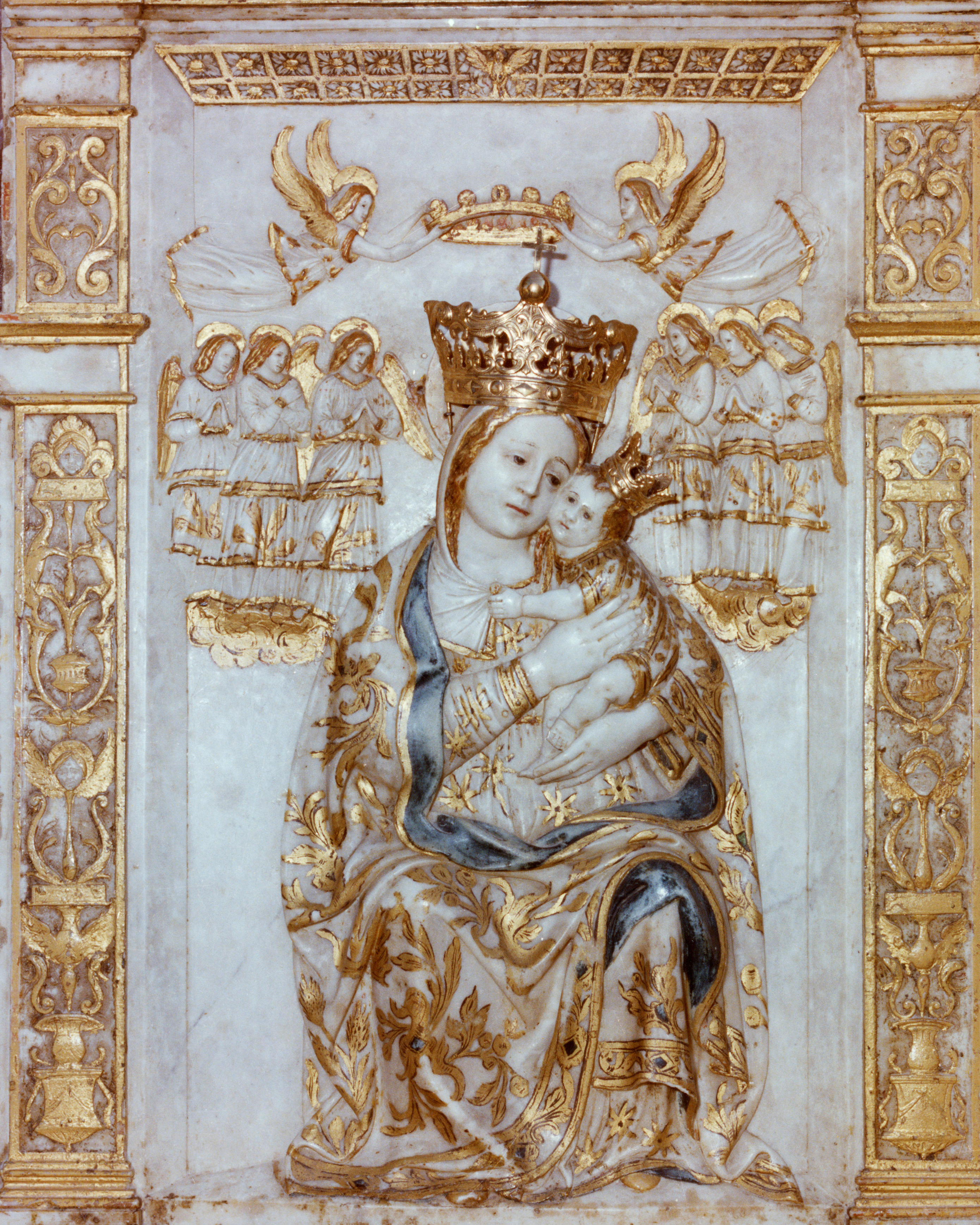
La Madonna di Giubino, XV secolo, Calatafimi Segesta (TP), Italia.
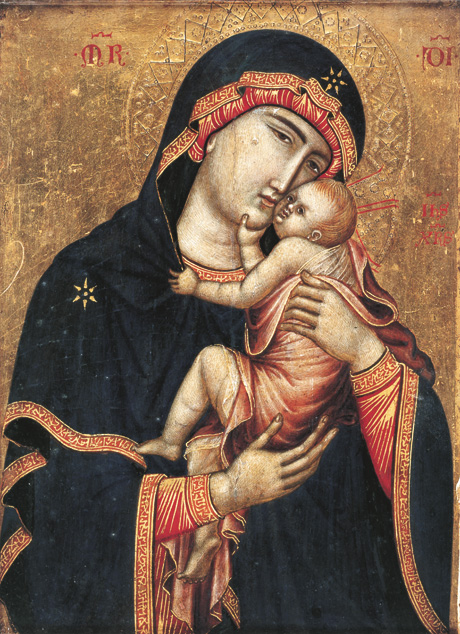
La Madonna di Cambrai, opera di un anonimo, c. 1340.
Un'icona della Madre di Dio con Bambino proveniente da Creta e risalente al 1425.
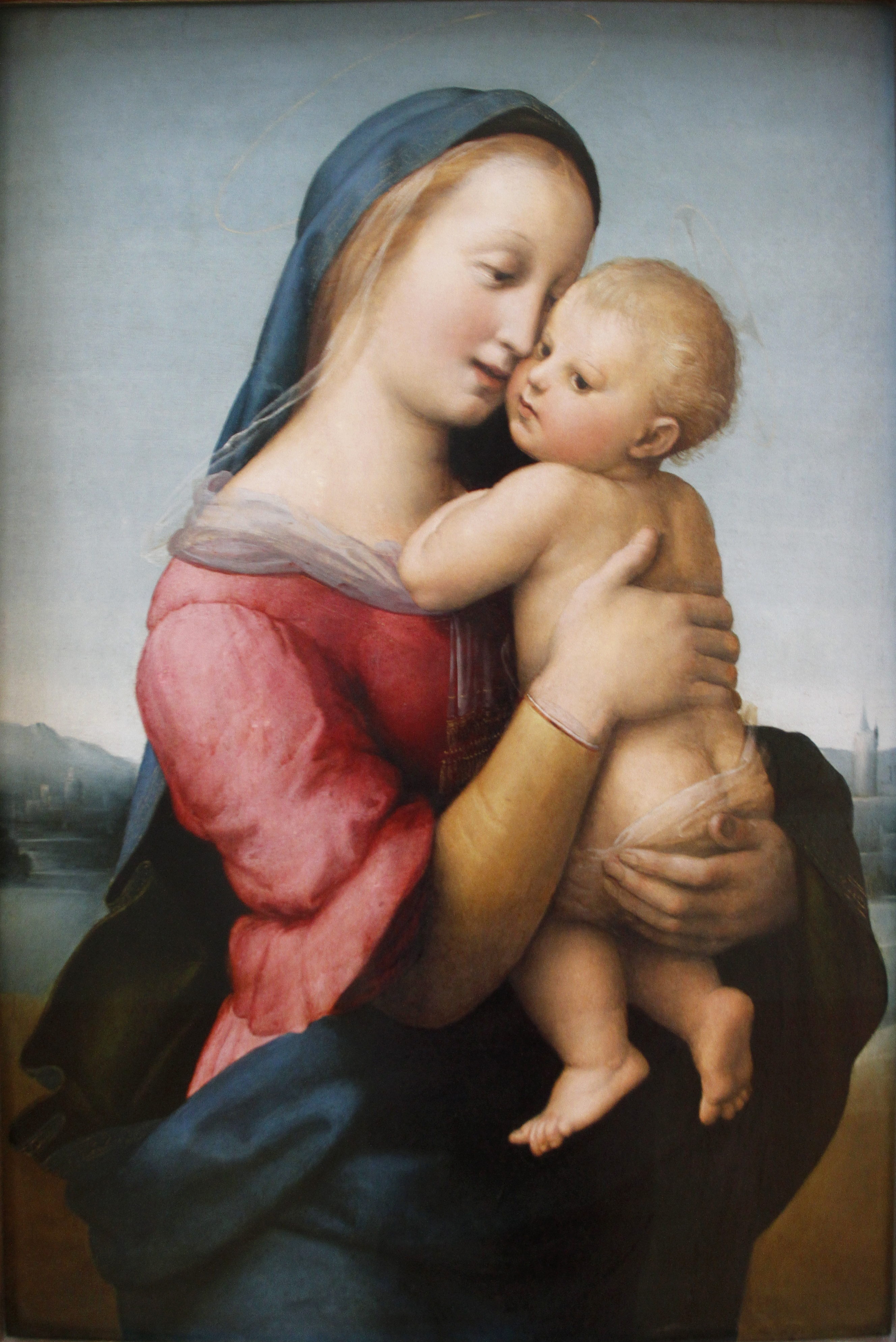
La Madonna Tempi di Raffaello Sanzio, 1508.
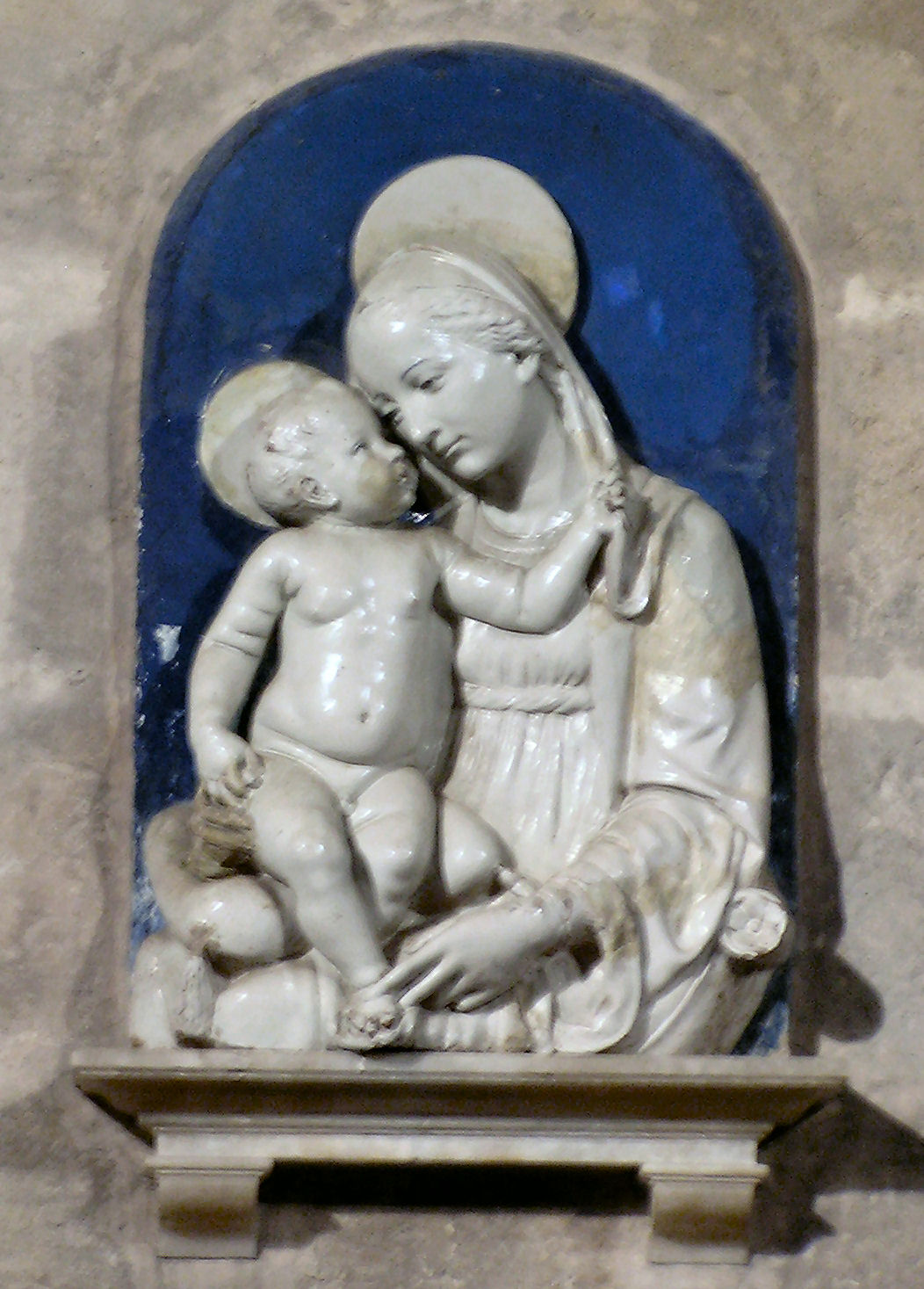
Un rilievo di Andrea della Robbia, 1520.
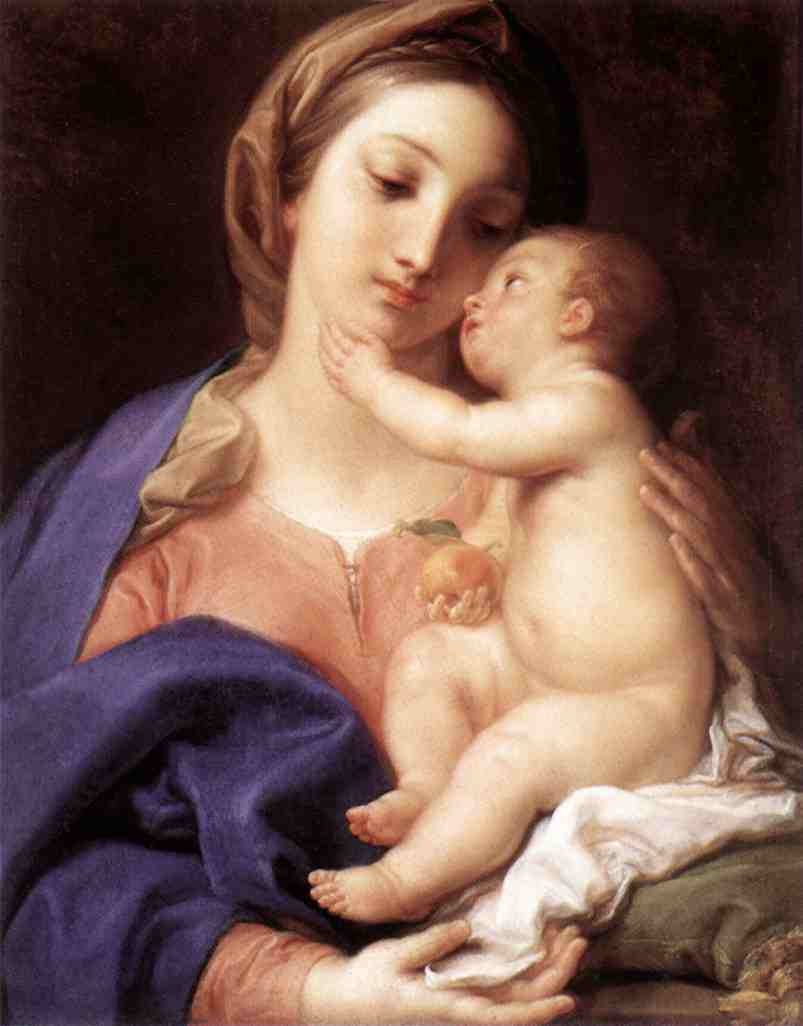
Madonna col Bambino, di Pompeo Batoni, c. 1742.